# Thyra Grafström
Inga Thyra Carola Grafström, född Boklund 1 november 1864 i Klara församling, Stockholm, död 16 april 1925 i Hedvig Eleonora församling, Stockholm var en svensk textilkonstnär.
Grafström var dotter till konstnären Johan Christoffer Boklund och syster till Harald Boklund och Cecilia Bachér och från 1894 gift med operasångaren Jean Grafström.
Hon studerade vid Tekniska skolan i Stockholm 1881–1882 och handleddes även av sin far Johan Boklund. Hon kom redan i sin ungdom 1882 till Handarbetets vänner, där hon kom att tillhöra föreningens ledande krafter. Efter en tid 1897–1902 med egen textilateljé kom Thyra Grafström att knytas till Nordiska kompaniet, men innehade från 1922 åter egen textilateljé. Hon kom genom sin verksamhet att starkt påverka modet inom textilkonsten, särskilt inom broderiet. Hon tilldelades Litteris et Artibus 1907.
Grafström är representerad vid Nationalmuseum  med en väggbeklädnad i ett rikt vegetativt mönster, komponerat av henne själv och Ferdinand Boberg. Grafström finns även representerad vid Länsmuseet Gävleborg med ett flertal tecknade skisser samt alster tillverkade vid Thyra Grafströms textilateljé av t.ex. Nils Emil Lundström.
Thyra Grafström är begravd på Solna kyrkogård.